# رجل ناجح (فلم)
رجل ناجح (بالإسبانية: Un hombre de éxito)، هُو فيلم دراما كوبي صدر سنة 1986 وأخرجه المُخرج Humberto Solás. عٍُرض الفيلم ضمن فئة جائزة نظرة ما خلال مهرجان كان السينمائي 1987، ثُم عُرض بعدها في الدورة 15 من مهرجان موسكو السينمائي الدولي. فاز الفيلم بجائزة أفضل تصميم أنتاج وبالجائزة الأولى خلال دورة سنة 1986 من مهرجان هافانا السينمائي. اختير الفيلم أيضا ليكون الترشيح الرسمي لدولة كوبا للتنافس على نيل أفضل فيلم بلغة أجنبية خلال حفل توزيع جوائز الأوسكار الستين، لكنه لم يُختر ضمن القائمة النهائية للجائزة.

## طاقم التمثيل
- سيزار إيفوارا[الإنجليزية] في دور خافيير.
- Raquel Revuelta في دور راكيل.
- ديزي جرانادوس في دور ريتا.
- جورجي ترينشيه في دور داريو.
- روبنز دي فالكو  [لغات أخرى]‏ في دور إيريارتي.
- مابل روش في دور إيليانا.
- Carlos Cruz في دور بويغ.
- Miguel Navarro في دور لوسيلو.
- Omar Valdés في دور فاكوندو لارا.
- Ángel Espasande في دور الأب روبن.
- Ángel Toraño في دور بونسي.
- Isabel Moreno في دور بيرتا.
- Nieves Riovalles في دور زوجة داريو.
- Jorge Alí في دور لاعب بيسبول.
- Denise Patarra في دور صديقة بويغ.
- Max Álvarez في دور القس.
- Niola Montes في دور السيدة بونسي.
- Orlando Contreras في دور صديق داريو.

## وصلات خارجية
- مقالات تستعمل روابط فنية بلا صلة مع ويكي بيانات